# Aerocon
Aerocon war eine bolivianische Fluggesellschaft mit Sitz am Flughafen El Trompillo. 

## Geschichte
Die Fluggesellschaft wurde 2005 gegründet und stellte den Flugbetrieb im Februar 2015 ein, worauf die bolivianische Aufsichtsbehörde der Gesellschaft im Mai 2015 die Bewilligung entzog. Zuletzt betrieb die Gesellschaft vier Fairchild Swearingen Metro.

## Zwischenfälle
Aerocon verzeichnete in ihrer Geschichte drei Zwischenfälle, zwei davon mit Todesopfern:
- Am 6. September 2011 verunglückte eine Fairchild Swearingen Metro vom Flughafen El Trompillo nach Trinidad in der Nähe von Trinidad. Zwei Besatzungsmitglieder und sechs von sieben Passagieren starben bei dem Unglück.[2]
- Am 3. November 2013 verunglückte eine Fairchild Swearingen Metro (Flug A4 25) von Trinidad nach Riberalta bei der Landung. Das Flugzeug kam von der Piste ab und fing Feuer. Es kamen acht Personen ums Leben und neun Personen wurden verletzt. Zum Zeitpunkt regnete es sehr stark und die Sicht war schlecht.[3]